# Ectropis sublimbata
Ectropis sublimbata là một loài bướm đêm trong họ Geometridae.